# 比洛克里尼奇恰

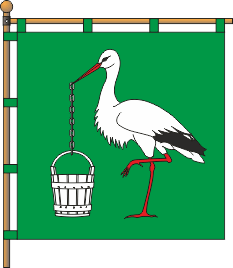
比洛克里尼奇恰标志

50°8′5″N 27°9′42″E / 50.13472°N 27.16167°E
比洛克里尼奇恰（烏克蘭語：Білокриниччя），是烏克蘭的村落，位於該國西部赫梅利尼茨基州，由舍佩蒂夫卡區負責管轄，始建於1641年，面積1.29平方公里，海拔高度277米，2007年人口674，人口密度每平方公里1.29人。